# Clémence Beikes
Clémence Beikes  (nacida el 19 de octubre de 1983 en Grande-Synthe, Francia) es una exjugadora de baloncesto francesa. Con 1.77 metros de estatura, jugaba en la posición de escolta.